# Datil, Novi Meksiko
Datil je popisom određeno mjesto u okrugu Catronu u američkoj saveznoj državi Novom Meksiku. Prema popisu stanovništva SAD 2010. ovdje su živjela 54 stanovnika. 

## Zemljopis
Nalazi se na 34°8′42″N 107°50′37″W / 34.14500°N 107.84361°W 
Prema Uredu SAD-a za popis stanovništva, zauzima 4,85 km2 površine, od čega 4,84 suhozemne.
Smješten je na križanju cestovnih prometnica U.S. Route 60 i državne ceste br. 12 i na rubu Nacionalne šume Cibole. Velika mreža teleskopa (Karl G. Jansky Very Large Array) također je u blizini. Penjači na stijene vole doći u Datil zbog omiljenog penjališta Začaranog tornja (Enchanted Tower).
- Građevine
- Crkva Rođenja BDM
- Pogled sa zapada

## Stanovništvo
Prema podatcima popisa 2010. ovdje su bila 54 stanovnika, 29 kućanstava od čega 18 obiteljskih, a stanovništvo po rasi bili su 85,2% bijelci, 1,9% "crnci ili afroamerikanci", 7,4% "američki Indijanci i aljaskanski domorodci", 0,0% Azijci, 0,0% "domorodački Havajci i ostali tihooceanski otočani", 3,7% ostalih rasa, 1,9% dviju ili više rasa. Hispanoamerikanaca i Latinoamerikanaca svih rasa bilo je 14,8%.

## Vanjske poveznice
- Članak i galerija fotografija  Arhivirana inačica izvorne stranice od 23. srpnja 2015. (Wayback Machine)